# Stewartville (Alabama)
Stewartville – jednostka osadnicza w Stanach Zjednoczonych, w stanie Alabama, w hrabstwie Coosa.